# Viala-du-Tarn
Viala-du-Tarn là một xã ở tỉnh Aveyron, thuộc vùng Occitanie ở miền nam nước Pháp.